# Dale Bumpers
Dale Leon Bumpers (Charleston, 12 agosto 1925 – Little Rock, 1º gennaio 2016) è stato un politico e avvocato statunitense, senatore per lo stato dell'Arkansas dal 1975 al 1999 e governatore dello stesso Stato  dal 1971 al 1975. Era membro del Partito Democratico.
Dopo il suo ritiro dal Senato, Bumpers, amico del presidente Bill Clinton, fu suo avvocato difensore durante il processo di impeachment di Clinton.

## Biografia
Bumpers nacque il 12 agosto 1925, a Charleston, nella contea di Franklin, nell'Arkansas centro-occidentale, vicino alla città più grande di Fort Smith, figlio di William Rufus Bumpers (1888-1949), che fu esponente in Arkansas della Camera dei Rappresentanti all'inizio degli anni '30 e di Lattie Jones (1889-1949). Il fratello di Bumpers, Raymond J. Bumpers (1912-1916), morì di dissenteria. Un altro fratello maggiore, Carroll Bumpers, nacque nel 1921. Aveva anche una sorella di nome Margaret. I genitori di Bumpers morirono a cinque giorni di distanza l'uno dall'altro nel marzo 1949 per le ferite riportate in un incidente automobilistico; la coppia fu sepolta nel cimitero di Nixon nella contea di Franklin.
Bumpers frequentò le scuole pubbliche e l'Università dell'Arkansas a Fayetteville. Prestò servizio nel Corpo dei Marines degli Stati Uniti dal 1943 al 1946 durante la seconda guerra mondiale. Ottenne il dottorato alla Northwestern University Law School di Chicago, nel 1951. Dal suo periodo in Illinois, divenne un grande ammiratore di Adlai Stevenson II, il candidato presidenziale democratico nel 1952 e nel 1956. Bumpers fu ammesso nell'Ordine degli avvocati dell'Arkansas nel 1952 e nello stesso anno iniziò a esercitare la professione legale nella sua città natale. Dal 1952 al 1970 fu procuratore della città di Charleston. Mentre era procuratore della città, convinse il consiglio scolastico ad accettare la sentenza Brown v. Board of Education sull'integrazione delle scuole pubbliche. Charleston è stato il primo distretto scolastico dell'ex sud confederato a integrarsi completamente, un risultato di cui Bumpers era molto orgoglioso. È stato giudice speciale della Corte Suprema dell'Arkansas nel 1968.

## Opere
- (EN) Bumpers, Dale, The Best Lawyer in a One-Lawyer Town: A Memoir, New York, Random House, 2003, ISBN 0375505210.